# Power Station (taiwanische Rockband)
Power Station (chinesisch 動力火車 / 动力火车, Pinyin Dònglì Huǒchē) ist eine taiwanische Rockband, deren Protagonisten die Sänger und Gitarristen Yen Chih-lin und You Chiu-hsing sind. Sie stammen aus dem südtaiwanischen Landkreis Pingtung und gehören dem Ureinwohnerstamm der Paiwan an. Ihre Musik und ihr Stil erinnern mitunter an westliche Heavy-Metal-Musik. Yen Chih-lin baute sein Haus mit eigenen Händen und verdingte sich lange als schlecht bezahlter Augenoptikergehilfe, bevor er Musiker wurde. You Chiu-hsing war Bauarbeiter und begann seine Musikerkarriere, als seine Mutter ihm eine Gitarre schenkte.
Power Station tritt seit 1997 auf und wurde von einem Label entdeckt, als sie in einem Pub spielten. Mit ihren langen Haaren heben sich die Musiker vom Mainstream der taiwanischen Popmusik ab. 
2001 veröffentlichte Power Station ihr erstes Album, Walking along Jhonghsiao East Street Nine Times, über das Plattenlabel Grand Music (später bekannt als HIM International Music). Einer ihrer größten Erfolge war das Titellied, eine chinesische Fassung des Stückes Takie Tango von Budka Suflera aus dem Jahr 1997. Es gewann bei der Wahl der „besten Lieder chinesischer Sprache im Jahr 2001“ des Senders Radio Television Hong Kong den silbernen Preis. Am 29. März 2013 erschien das bislang letzte Album Light.

## Diskografie (Auswahl)
- 2001: 忠孝東路走九遍, englisch Walking along Jhonghsiao East Street Nine Times
- 2009: 繼續轉動, englisch Moving On
- 2013: 光, englisch Light